# 中国とマレーシアの関係
中国とマレーシアの関係では、主に中華人民共和国とマレーシアの二国間関係について記述する。1974年より外交関係が樹立している。

## 歴史
冷戦期の毛沢東の外交政策は、国際的に革命的な左翼組織を支援することを主としていたため、陳平率いるマラヤ共産党（MCP）およびマラヤ共産党が創立したマレーシア民族解放軍と、ボルネオで黄紀作率いる北カリマンタン共産党（NKCP）を支持した。
マラヤ共産党と北カリマンタン共産党の大部分のメンバーと兵士が華人であったため、マレーシア政府と民族色のない中国の住民は『第五列』として、マレーシアにいる華人を疑惑の目で見た。1974年に国交樹立する。マレーシアと中国の要人は、毎年マレーシアと中国の間で交互に開催される戦略諮問会議で会合を開かれる。戦略諮問会議は1991年に二国間協議として開始された。戦略協議会は、相互に関心のある二国間、地域間、および問題に関する意見交換と意見交換を行い、両国の指導者が議論した事項についてフォローアップを行うようになった。その後、アジア太平洋地域の政治・安全保障体制の中でマレーシア・中国関係の重要性が増したことを反映して、二国間協議は2010年に戦略的協議と改称された。第1回は2011年にプトラジャヤで開催され、第2回は2012年に北京で開催された。

## 貿易関係
2013年の中国とマレーシアの双方向貿易額は、1060億ドルに達し、アジアの貿易相手国の中では日本と韓国のすぐ後にあり、全体で8番目に大きく、中国にとってマレーシアはASEAN諸国の中で最大の貿易相手国となった。2014年5月31日に、両国は外交交渉40周年を記念して共同コミュニケを締結し、2017年までに貿易量1,600億ドルを達成するために両国の関係を引き継ぐことを約束し、ハラ―ル食品、水処理、鉄道建設などの経済・金融協力を強化することも合意した。

## 軍事関係
マレーシアのマハティール・ビン・モハマド元首相（2011年当時。現在、再選して首相）は、南シナ海問題について、中国を大きくて豊かな国として受け入れることが必要であり、東南アジアや世界の国々にとって中国は脅威ではなく、アメリカが望んでいるように、ASEAN諸国に対して中国との対決を促すべきではなく、この問題をASEAN諸国は自分たちで解決できると発言している。また、同インタビューで「中国は、日本に対して常に戦争への謝罪を求めるのは非現実的です。重要なのは、中国と良好な外交関係、良好な貿易関係を築くことです。それは日本にとって非常に良いことだと思います」と述べている。
マハティール元首相は以前にも、中国との協力を通じてマレーシアが中国の経済成長から利益を得ることができると述べている。

## 大使館・総領事館
中国にはクアラルンプール大使館、ジョージタウン、コタキナバル、クチンの領事館がある。マレーシアには昆明、広州、上海、西安、香港の領事館があり、北京に大使館を置いている。